# 旭豊勝照
旭豊 勝照（あさひゆたか かつてる、1968年9月10日 - ）は、愛知県春日井市出身で大島部屋に所属した元大相撲力士。本名は市川 耐治（元関脇・羽黒山の婿養子時は安念耐治）。身長190cm、体重145kg。得意手は左四つ、上手投げ。趣味はマリンスポーツ。俳優の松平健に似た顔立ちから、現役時代には「角界の暴れん坊将軍」「角界のマツケン」と呼ばれた。松平健とは同じ愛知県出身でもあり、断髪式には松平健本人も登場した。最高位は東小結（1996年7月場所、11月場所）。現・年寄立浪。

## 力士時代
小学3年生から高校まで空手道場に通う一方、中学時代は水泳部に所属し大会でも入賞するなど活躍した。東邦高等学校に進学しても水泳を続けたが、高校卒業と同時に父の知人だった元大関・旭國斗雄の大島部屋に入門。1987年3月場所に初土俵を踏んだ。実家が塗装業で、高校時代に名古屋の大島部屋宿舎の塗り替えを手伝っていた時に勧誘された縁であった。しかし、リウマチ熱や左足の故障に悩まされ2度も番付外に陥落、一時期は廃業するつもりで実家に帰ってしまったこともあった。当時は再出世の力士も出世披露を受けることになっていたことから、初土俵の時を含めて3回出世披露を受けた。
以降は、着実に番付を上げて行き入門から3年で幕下に昇進したものの、体重が増えず幕下と三段目を往復する生活が続いた。徐々に体重も増え、幕下中位でも成績を残せるようになり、1992年11月場所には西幕下16枚目の地位で幕下優勝を果たした。しかし規定（15枚目までの地位での幕下優勝者は翌場所十両に昇進）により1枚違いで場所後の十両昇進はならず、翌場所は東幕下筆頭に留め置かれ、大負け。勝てば勝ち得となる八番相撲も組まれたにもかかわらず結局2番しか勝てなかった。数場所の間幕下の1桁を一進一退した。この間、母親の勧めもあって名を耐治から勝照に改めている。その後、1993年9月場所には東幕下4枚目の地位で再び幕下優勝を果たし、翌11月場所に十両に昇進。1995年3月場所には新入幕を果たした。春日井市からの関取昇進、新入幕は史上初。
左四つ得意で右上手を取ると力を発揮し、1996年3月場所では貴乃花から金星を挙げて9勝6敗で殊勲賞。翌5月場所には新三役で小結に昇進した。春日井市出身の三役は史上初。その場所には8勝7敗と勝ち越し、翌7月場所には関脇に昇進してもおかしくはなかったが、西から東に回っただけで番付運に泣かされ昇進することはできなかった。続く9月場所は曙から金星を挙げて9勝6敗で敢闘賞。その後も幕内上位での相撲が続き、曙太郎・貴乃花光司から金星を獲得するなど地力の高さを見せた。瓢箪をぶら下げた化粧廻しや、電飾を使った化粧廻しを使用したことでも知られている（後者に関しては、露鵬・白露山兄弟も使用）。

## 立浪襲名後
1995年4月には立浪一門の総帥である立浪の長女と結婚し養子縁組を結び婿養子となり、立浪部屋の後継者となった。1996年5月場所には新三役の座を射止めた。1999年2月には立浪が停年を迎えるため、1月場所中に引退した。準年寄・旭豊を経て2月に年寄・立浪を襲名して立浪部屋を継承した。ところが、部屋経営や指導方針の意見の違いから先代と対立するようになった。そして対立が表面化した時期は引退相撲の直後だった。引退相撲の利益を先代とその妻に持ち逃げされるなどの問題が発生し、部屋を継承してから1年も経たずに金銭管理面での対立等が原因となって先代の自宅ビルから移転、別居状態に陥ってしまった。
そして女性問題の発覚で離婚及び養子縁組解消の訴訟、先代からは部屋の明け渡し及び年寄名跡の襲名継承金（譲渡代金）1億7500万円の支払いを求める訴訟を起こされた。最高裁までもつれ込み、結局完全勝訴したが年寄名跡の価値と対価の釣り合いが取れているかなどが問題になった。一時は関取が不在で低迷していた時期があったが、2006年1月場所には猛虎浪が十両に昇進し、久し振りに関取が誕生した。また先代の長女との離婚後、2004年11月には別の女性と再婚している。なお2003年、先代と対立して相撲界を去った元横綱・双羽黒の北尾光司を部屋のアドバイザーに迎えている。
2007年に部屋を両国から茨城県つくばみらい市へと移転した。
2011年、弟子の猛虎浪が大相撲八百長問題に関与した責任で、委員から主任へ降格（後に委員へ復帰）。

### 一門から離脱
2012年4月、1月の理事選で貴乃花光司に投票したことへの引責を理由に一門からの離脱を申し入れ（事実上の破門）、貴乃花グループ（後に貴乃花一門）へ合流した。これに伴い、立浪一門は同年5月場所中に臨時の一門会を開催し処遇及び名称の変更を協議した結果、一門名を「春日山・伊勢ヶ濱組合」とすることで意見がまとまった（同年11月に伊勢ヶ濱一門に再改称）。2015年7月場所より、前月に死去した同じ一門の19代音羽山の後任として勝負審判に再任されたが、翌9月場所直前の9月7日に、20代音羽山が審判部に異動した関係で立浪自身は5月場所まで配属されていた監察委員に再度異動した。
2023年9月場所に弟子の豊昇龍が大関に昇進。その後、豊昇龍は2025年1月場所で2度目の幕内最高優勝を果たしたことで、第74代横綱に昇進した。
豊昇龍の大関昇進の際の報道によると、人間関係が密でいじめ・暴力とは無縁の部屋だという評判である。

## 人物・エピソード
- 現役時代から甘いマスクで人気を集めていた。現在では体型がかなりスマートになっている。現役時代から女性のファンが多かったが、特に2010年代前半では元来の甘いマスクも相まって、「イケメン親方」と言うあだ名で呼ばれていた。2025年現在でも、若々しさを維持しており、現在も「イケメン親方」と呼ばれる事もある。
- 現役時代は切り傷を負うと卵の薄皮を傷口に貼り付けて治療していた。卵の薄皮による切り傷の治療は民間療法として定着しており、2018年11月にアルマードが、卵殻膜による傷の治療について東京農工大学との研究論文が、アメリカの科学専門ジャーナルに掲載されることを発表している[7]。
- 2018年1月場所中のAbemaTVの相撲中継で「うちの先輩は、釜でご飯を食べていましたよ。3升炊き（の釜）にカレーを入れたり」と、力士の規格外の胃袋について説明した[8]。

## 主な戦績
- 生涯成績：364勝341敗26休 勝率.516
- 幕内成績：160勝198敗 勝率.447
- 現役在位：72場所
- 幕内在位：24場所
- 三役在位：3場所 (小結3場所）
- 金星：4個（曙2個、貴乃花2個）
- 三賞：2回
  - 殊勲賞：1回（1996年3月場所）[1]
  - 敢闘賞：1回（1996年9月場所）[1]
- 各段優勝
  - 十両優勝：1回（1995年1月場所）
  - 幕下優勝：2回（1992年11月場所、1993年9月場所）

### 場所別成績
| | 一月場所 初場所（東京）   | 三月場所 春場所（大阪） | 五月場所 夏場所（東京）  | 七月場所 名古屋場所（愛知） | 九月場所 秋場所（東京） | 十一月場所 九州場所（福岡） |
| --- | ------------------------- | ----------------------- | ------------------------ | --------------------------- | ----------------------- | --------------------------- |
| 1987年 （昭和62年） | x                         | （前相撲）              | 西序ノ口9枚目 休場 0–0–7 | （番付外）                  | （番付外）              | 西序ノ口44枚目 0–2–5        |
| 1988年 （昭和63年） | 東序ノ口45枚目 休場 0–0–7 | （番付外）              | 西序ノ口9枚目 5–2        | 東序二段101枚目 6–1         | 東序二段31枚目 5–2      | 西三段目93枚目 休場 0–0–7   |
| 1989年 （平成元年） | 西序二段53枚目 4–3        | 東序二段27枚目 4–3      | 西序二段7枚目 5–2        | 西三段目71枚目 5–2          | 東三段目35枚目 3–4      | 西三段目51枚目 4–3          |
| 1990年 （平成2年） | 東三段目32枚目 5–2        | 東三段目6枚目 5–2       | 西幕下44枚目 1–6         | 東三段目17枚目 3–4          | 西三段目34枚目 6–1      | 東幕下54枚目 4–3            |
| 1991年 （平成3年） | 西幕下40枚目 2–5          | 西三段目4枚目 5–2       | 東幕下44枚目 4–3         | 西幕下29枚目 5–2            | 東幕下16枚目 5–2        | 東幕下7枚目 3–4             |
| 1992年 （平成4年） | 東幕下13枚目 2–5          | 西幕下28枚目 3–4        | 西幕下41枚目 6–1         | 東幕下18枚目 5–2            | 東幕下10枚目 3–4        | 西幕下16枚目 優勝 7–0       |
| 1993年 （平成5年） | 東幕下筆頭 2–6            | 西幕下13枚目 5–2        | 西幕下5枚目 5–2          | 西幕下筆頭 3–4              | 東幕下4枚目 優勝 7–0    | 西十両10枚目 8–7            |
| 1994年 （平成6年） | 東十両7枚目 7–8           | 東十両8枚目 10–5        | 東十両5枚目 8–7          | 西十両2枚目 7–8             | 西十両5枚目 7–8         | 西十両6枚目 9–6             |
| 1995年 （平成7年） | 東十両2枚目 優勝 11–4     | 東前頭15枚目 8–7        | 東前頭10枚目 6–9         | 西前頭15枚目 9–6            | 東前頭7枚目 7–8         | 東前頭8枚目 8–7             |
| 1996年 （平成8年） | 西前頭4枚目 6–9           | 東前頭6枚目 9–6 殊★     | 西小結 8–7               | 東小結 7–8                  | 東前頭筆頭 9–6 敢★      | 東小結 5–10                 |
| 1997年 （平成9年） | 東前頭3枚目 4–11          | 東前頭8枚目 6–9         | 西前頭12枚目 9–6         | 西前頭5枚目 6–9             | 西前頭7枚目 8–7         | 東前頭2枚目 6–9 ★           |
| 1998年 （平成10年） | 西前頭4枚目 3–12 ★        | 東前頭11枚目 8–7        | 西前頭6枚目 7–8          | 東前頭8枚目 8–7             | 東前頭3枚目 3–12        | 東前頭10枚目 6–9            |
| 1999年 （平成11年） | 東前頭13枚目 引退 4–9–0   | x                       | x                        | x                           | x                       | x                           |
| 各欄の数字は、「勝ち-負け-休場」を示す。 優勝 引退 休場 十両 幕下 三賞：敢=敢闘賞、殊=殊勲賞、技=技能賞 その他：★=金星 番付階級：幕内 - 十両 - 幕下 - 三段目 - 序二段 - 序ノ口 幕内序列：横綱 - 大関 - 関脇 - 小結 - 前頭（「#数字」は各位内の序列） |                           |                         |                          |                             |                         |                             |

### 幕内対戦成績
| 力士名   | 勝数 | 負数 | 力士名   | 勝数 | 負数 | 力士名   | 勝数 | 負数 | 力士名   | 勝数 | 負数 |
| -------- | ---- | ---- | -------- | ---- | ---- | -------- | ---- | ---- | -------- | ---- | ---- |
| 蒼樹山   | 4    | 3    | 安芸乃島 | 6    | 7    | 安芸ノ州 | 1    | 1    | 曙       | 2    | 5    |
| 朝乃翔   | 6    | 3    | 朝乃若   | 4    | 4    | 大碇     | 0    | 1    | 小城錦   | 5    | 7    |
| 小城ノ花 | 0    | 1    | 魁皇     | 2    | 7    | 海鵬     | 1    | 0    | 春日富士 | 3    | 1    |
| 巌雄     | 1    | 1    | 北勝鬨   | 6    | 3    | 鬼雷砲   | 2    | 0    | 霧島     | 1    | 1    |
| 金開山   | 1    | 0    | 久島海   | 1    | 1    | 剣晃     | 0    | 3    | 五城楼   | 1    | 4    |
| 琴稲妻   | 6    | 5    | 琴錦     | 5    | 2    | 琴ノ若   | 7    | 6    | 琴別府   | 1    | 2    |
| 琴龍     | 1    | 3    | 小錦     | 1    | 2    | 敷島     | 4    | 2    | 大至     | 4    | 3    |
| 大翔鳳   | 2    | 3    | 大善     | 1    | 0    | 貴闘力   | 6    | 8    | 貴ノ浪   | 1    | 11   |
| 貴乃花   | 2    | 11   | 隆三杉   | 1    | 1    | 玉春日   | 5    | 3    | 千代大海 | 0    | 1    |
| 千代天山 | 0    | 1    | 出島     | 0    | 3    | 寺尾     | 3    | 6(1) | 出羽嵐   | 0    | 1    |
| 時津海   | 0    | 1    | 時津洋   | 1    | 0    | 土佐ノ海 | 4    | 4    | 栃東     | 1    | 4    |
| 栃乃洋   | 3    | 1    | 栃乃和歌 | 7    | 1    | 智乃花   | 1    | 1    | 浪之花   | 2    | 1    |
| 濱ノ嶋   | 2    | 5    | 肥後ノ海 | 4    | 6    | 舞の海   | 3    | 4    | 三杉里   | 3    | 1    |
| 水戸泉   | 7    | 5    | 湊富士   | 7    | 6    | 武蔵丸   | 2    | 7    | 武双山   | 7    | 3    |
| 大和     | 0    | 1    | 力櫻     | 0    | 2    | 若翔洋   | 3    | 1    | 若の里   | 0    | 3    |
| 若ノ城   | 3    | 3    | 若乃花   | 1    | 10   |          |      |      |          |      |      |

## 改名歴
- 市川 耐治（いちかわ たいじ）1987年3月場所～1987年9月場所
- 旭豊 耐治（あさひゆたか-）1987年11月場所～1993年5月場所
- 旭豊 勝照（あさひゆたか かつてる）1993年7月場所～1999年1月場所

## 年寄変遷
- 旭豊 耐治（あさひゆたか たいじ）1999年1月～2月〔準年寄〕
- 立浪 耐治（たつなみ-）1999年2月～